# 블라스 루이즈
블라스 루이즈 데 에르난 곤잘레스(생몰년 미상, Blas Ruiz de Hernán González 혹은 Blas Ruiz de Fernán González)는 스페인 시우다드 레알(Ciudad Real) 출신 모험가이다.

## 생애
16세기 말, 포르투갈 모험가 아마란테(Amarante) 출신 디오고 벨로소(Diogo Veloso)와 함께 유럽인으로는
최초로 라오스(Laos)를 방문하였다. 라오스를 여행하기 전, 블라스 루이즈는 캄보디아를 먼저 방문하였는데, 이곳에서 캄보디아왕 사타 1세(Satha I)와 디오고 벨로소와 알게 된다.
캄보디아 수도 로벡(Lovek, 혹은 롱벡Longvek)이 아유타야(Ayutthaya)의 침공을 받자 사타 1세는 아들에게 양위하였고, 아유타야의 통치를 원한 귀족들은 블라스 루이즈에게 스페인 식민지였던 필리핀으로 가도록 했다. 블라스 루이즈는 디오고 벨로소와 함께 갔다. 도착하자마자 이들은 사타 1세가 라오스 일대에 위치한 란상왕국(Lan Xang)으로 도주하였다는 소식을 듣고 이들은 란상왕국으로 갔다. 그리고 사타 1세를 데리고 로벡으로 와서 왕위에 복귀시켰다.
1596년, 블라스 루이즈와 디오고 벨로소는 란상왕국의 수도 비엔티엔(Vientiane)에 도착하였다. 이들은 코끼리, 금, 보석, 비간, 뱀, 열대꽃, 승려, 불사, 음악, 미녀 등이 즐비한 모습을 목격하였다. 이들은 극진한 대접을 받았다.
그러나 비엔티엔에 있으면서, 이들은 사타 1세가 캄보디아에서 라오스로 가는 길에 얻은 병으로 사망했다는 소식을 듣는다. 이에 격분하여 이들은 로벡으로 가서 사타 1세의 정치적 협력자를 왕위에 올리고 아유타야를 몰아내어 캄보디아를 독립시키려 하였다. 이들은 아유타야를 몰아내고 새로운 캄보디아 국가를 세우는데 성공했지만, 불과 얼마 못 되어서 캄보디아는 다시 혼란에 빠지게 되었다. 블라즈 루이스는 결국 필리핀으로 돌아갔다. 이후 그의 행적은 알려진 바가 없다.
1593년 6월, 사타 1세는 스페인 군대의 원조를 요청하기 위하여 마닐라(Manila)에 사신을 보냈다. 사신은 1583년부터 캄보디아 조정에서 복무하고 있던 디오고 벨로소, 스페인인 그레고리오 데 바르가스 마추카(Gregorio de Vargas Machuca)였다. 사타 1세는 블라스 루이즈를 자신의 경호원으로 두었다.
1594년  2월, 디오고 벨로소는 아무런 소득 없이 캄보디아로 돌아왔다. 아유타야 침공 이후, 블라스 루이즈와 벨로소와 데 바르가스는 마닐라에 가서 다시 원조를 요청하였고, 마닐라당국은 수아레즈 갈리나토(Suarez Gallinato)를 지휘관으로 하고, 선박 3척과 120명의 스페인인, 멕시코인, 필리핀인, 일본인 등으로 구성된 군대를 킴보디아에 파견하였다. 이 3척 중 블라스 루이즈가 탄 배만이 캄보디아에 도착하였다. 나머지 벨로소가 탄 배는 메콩강 삼각주(Mekong Delta)에서 죄초하였고, 갈리나토가 탄 배는 풍랑으로 말라카(Malacca)로 떠내려갔다. 1596년 3월, 벨로소는 블라스 루이즈와 만났으나, 1599년 6월, 프놈펜에서 전투 중에 이들은 사망하였다. 그러나 일각에선 이들이 죽지 않았다는 주장도 있다.